# Боумен, Эрни
Эрнест Феррелл Боумен (англ. Ernest Ferrell Bowman, 28 июля 1935, Джонсон-Сити, Теннесси — 4 августа 2019, там же) — американский бейсболист, игрок инфилда. Выступал в Главной лиге бейсбола за «Сан-Франциско Джайентс» с 1961 по 1963 год.

## Биография

### Ранние годы
Эрнест родился 28 июля 1935 года в семье Джона и Дороти Боуменов. Он был третьим из пяти детей. Его отец был страстным поклонником бейсбола и дал Эрни второе имя в честь выдающихся игроков той поры, братьев Феррелл: Рика, Уэса и Джорджа.
Уже в детстве Эрни демонстрировал успехи в спорте. Он был звездой школьной команды по баскетболу и бейсболу, в 1954 году стал чемпионом штата в прыжках в длину и беге на 100 ярдов. Вместе со своим братом Биллом он получил спортивную стипендию в университете Теннесси. Спортивный директор учебного заведения настаивал на том, чтобы Эрнест также вошёл в состав футбольной команды. Боумен принял решение перейти в Государственный колледж Восточного Теннесси, но там ему не давали играть в бейсбол, так как тренер баскетбольной команды опасался травм у своего подопечного. Эрни не хотел отказываться от бейсбольной карьеры и ездил играть за полупрофессиональную команду из Абингдона в Виргинии. Там он попал в поле зрения скаутов нескольких команд Главной лиги бейсбола.

### Профессиональная карьера
В 1956 году Боумен принял решение уйти из колледжа и подписал профессиональный контракт с «Нью-Йорк Джайентс». Первой командой в его карьере стали «Сент-Клауд Рокс» из С-лиги, где он провёл два сезона. Большую часть первого из них Эрни пропустил из-за аппендицита и последующего восстановления. На второй год, несмотря на перелом запястья, он стал одним из лучших бьющих команды и лучшим в лиге по количеству украденных баз.
Сезон 1958 года Боумен отыграл за «Спрингфилд Джайентс» и помог команде выиграть Северный дивизион Восточной лиги класса А, выбив 131 хит, 19 даблов и 5 триплов. По ходу чемпионата он принял участие в Матче всех звёзд лиги. На следующий год Эрни был переведён в лигу уровнем выше и играл за «Корпус-Кристи Джайентс», где входил в число сильнейших отбивающих команды почти во всех статических категориях. Весной 1960 года журнал Sporting News поставил Боумена на первое место среди лучших молодых игроков системы «Джайентс».
На весенних сборах в составе «Такомы» он получил травму колена и пропустил три недели. В строй Эрни вернулся в начале мая, но уже через три дня порвал связки. Из-за этих проблем он появился на бите всего сорок раз, больше половины из них — только как пинч-хиттер. Однако, в 1961 году главный тренер «Джайентс» Элвин Дарк привлёк Боумена к работе с основным составом из-за его универсальности. Эрни играл на второй и третьей базах, а также шортстопом.

#### Главная лига бейсбола
Дебют Боумена в Главной лиге бейсбола состоялся 12 апреля 1961 года. Сыграв в нескольких играх, он был отправлен в «Такому». Возвращение в основную команду состоялось в середине июля, когда из состава был выведен плохо игравший Чак Хиллер. Также Эрни стал одним из игроков «Джайентс», кадры с которыми вошли в фильм Блейка Эдвардса Experiment in Terror. Его показатель отбивания по итогам чемпионата составил всего 22,1 %, но Боумена называли в числе игроков, которые могли быть взяты новыми командами лиги во время драфта расширения. В итоге клуб покинул второй базовый Джоуи Амальфитано, которого в последний момент убрали из списка «защищённых» игроков.
Перед началом сезона 1962 года Эрни считался фаворитом в борьбе за место в основном составе на второй базе, но проиграл конкуренцию Хиллеру. В играх регулярного чемпионата он вышел на биту только 42 раза, а в стартовом составе начал лишь шесть игр. Большую часть времени тренерский штаб задействовал Боумена только как игрока замены в защите, хотя он и сыграл в двух матчах Мировой серии против «Янкис». В 1963 году он ярко выглядел на весенних сборах, объясняя выросшую результативность работой с гипнотизёром. Однако в команду вернулся Амальфитано и Эрни стал лишь шестым инфилдером в ротации «Джайентс». Только в конце регулярного чемпионата он получил место в основном составе, когда ряд других игроков выбыли из-за травм. Эти игры стали для него последними в Главной лиге бейсбола. 

#### Последние годы карьеры
В октябре 1963 года Боумен снова уехал в «Такому», а зимой хотел играть в Доминиканской лиге, чтобы набрать форму к началу нового сезона. Его планы не сбылись из-за болезни, а в январе 1964 года «Джайентс» обменяли его в «Милуоки Брэйвз». Следующие шесть лет он провёл в различных командах младших лиг. В 1965 году Эрни попал в число участников Матча всех звёзд Международной лиги и был обменян в «Нью-Йорк Метс», но в основную команду не пробился из-за травмы колена. Затем последовали переходы в системы «Кливленд Индианс» и «Питтсбург Пайрэтс». Атакующая эффективность Боумена постепенно снижалась и в 1969 году он принял решение завершить карьеру.

### После бейсбола
Выйдя на пенсию, Эрни сначала работал на муниципальном поле для гольфа в Джонсон-Сити, а затем перешёл в городской Департамент парков и отдыха. Суммарно он проработал в городе около тридцати лет. 
В 2011 году Боумену диагностировали рак простаты IV стадии. На два месяца он лишился зрения, но затем болезнь отступила, он прошёл курс химиотерапии и лучевой терапии. Оплата лечения для Эрни стала возможной благодаря его другу и бывшему партнёру по команде Гейлорду Перри. В 2012 году он смог принять участие в торжествах по случаю 50-летнего юбилея победы «Сан-Франциско Джайентс» в Национальной лиге.  
Эрни Боумен скончался 4 августа 2019 года в своём доме в Джонсон-Сити в возрасте 84 лет.